# گردان یازده شناسایی
گردان ۱۱ شناسایی شامل دسته ای از خلبانان بسیار حرفه ای بود که برای نفوذ و عکسبرداری از عمق خاک
دشمن آموزش دیده بودند. این گردان نخستین بار پیش از انقلاب اسلامی و در پایگاه یکم شکاری مهرآباد در سال ۱۳۳۷ تشکیل شد و به مرور تجهیز و حرفه ای تر می‌شدند.
اولین هواپیمایی که در این گردان به خدمت گرفته شد RT-33 بود و در ادامه هواپیماهای F5 و F4 که پیشرفته تر بودند به خدمت گرفته شدند.
خلبانان این گردان برخلاف تمام عملیات‌های هوایی باید مأموریت خود را به صورت تک فروندی و بدون هیچ‌گونه سلاح تهاجمی در خاک دشمن انجام می‌دادند.
موضوعی که در شعار این گردان یعنی «تنها، نترس، بی‌سلاح» جلوه گر شده است. تنها وسیله دفاعی هواپیماهای گردان یازده شناسایی پادهای اخلالگر جنگ الکترونیک بود. این گردان با انجام عملیات‌های شناسایی در عمق خاک عراق، حمله قریب‌الوقوع این کشور به ایران را به درستی پیش‌بینی کرد و به مسئولان وقت جمهوری اسلامی اطلاع داد هرچند که به این گزارش اعتنایی نشد.

با شروع جنگ ایران و عراق، بسیاری از عملیات‌های موفق هوایی و زمینی جمهوری اسلامی در جنگ ایران و عراق با پروازهای موفق شناسایی این گردان انجام شد. از جمله مؤثرترین عملیات‌های این گردان، شناسایی محل پل شناور عراق بر روی اروند رود بود که مورد شناسایی قرار گرفت و با انهدام آن به وسیله فانتوم‌های نهاجا در روز ۳ خرداد ۱۳۶۱ زمینه برای آزادسازی خرمشهر فراهم شد.